# Lluentor de Fermi

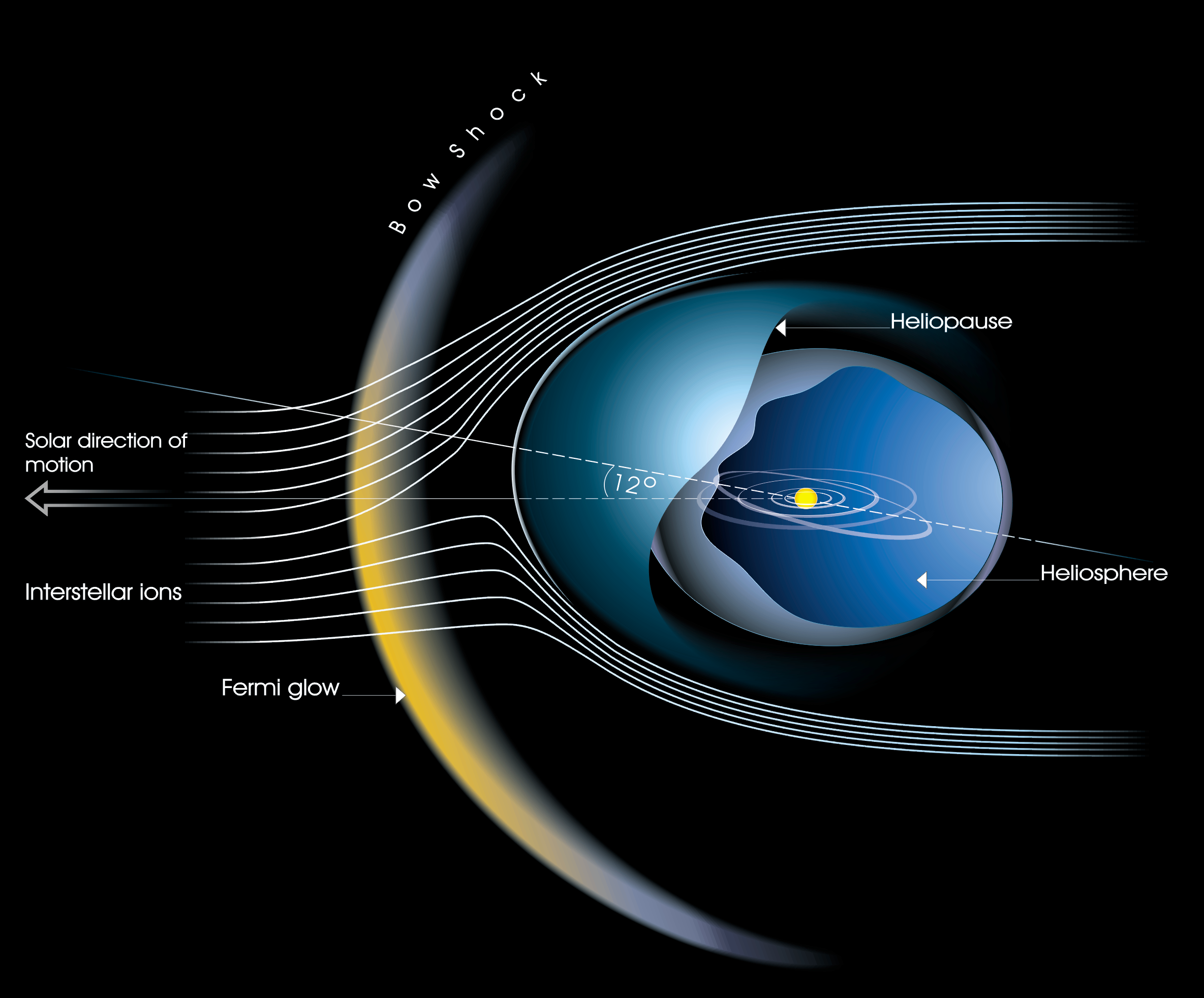
Diverses estructures de l'heliosfera amb la lluentor de Fermi suggerida.

La lluentor de Fermi consisteix en l'emissió de llum ultraviolada per part de partícules, sobretot Hidrogen, degut al xoc en arc que es produeix dins del sistema solar quan llum estel·lar i solar entra a la regió entre l'heliopausa i el medi interestel·lar. En aquesta regió, les partícules pateixen acceleració de Fermi, rebotant al voltant de la zona de transició diverses vegades i guanyant energia via col·lisions amb els àtoms del medi interestel·lar.
Les primeres evidencies se n'obtingueren amb l'ajuda del Voyager 1 i del telescopi espacial Hubble.